# 新蘇拉克
新苏拉克（羅馬化：Novyy Sulak）是俄罗斯达吉斯坦共和国的市级镇，属共和国辖市克孜勒尤尔特市，在克孜勒尤尔特西、共和国首府马哈奇卡拉西北方。
该地2021年人口有3,687人；2010年人口3,423人；2002年人口5,094人。